# Schweinstaler Sandstein

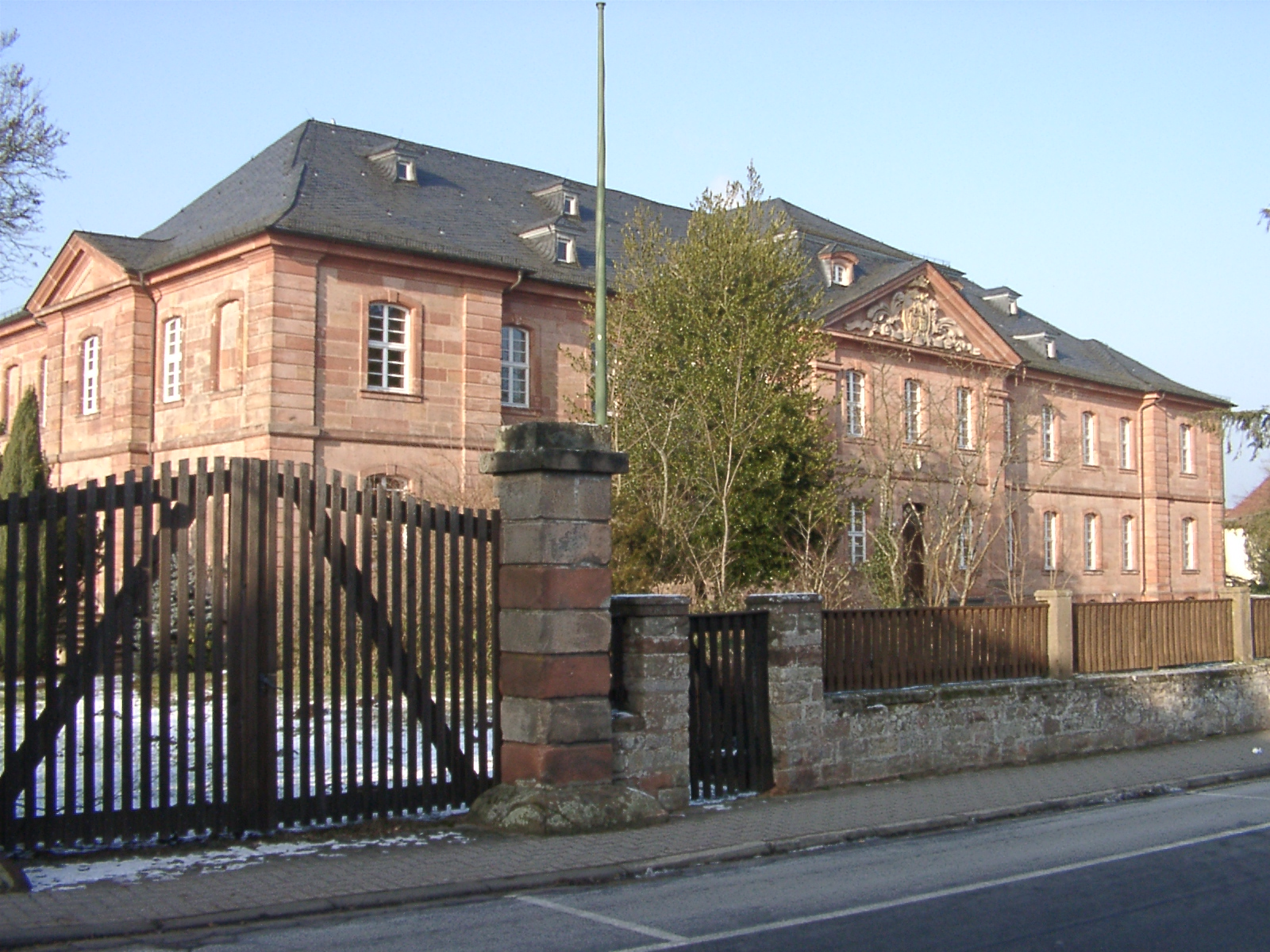
Das Schloss in Trippstadt besteht aus Schweinstaler Sandstein

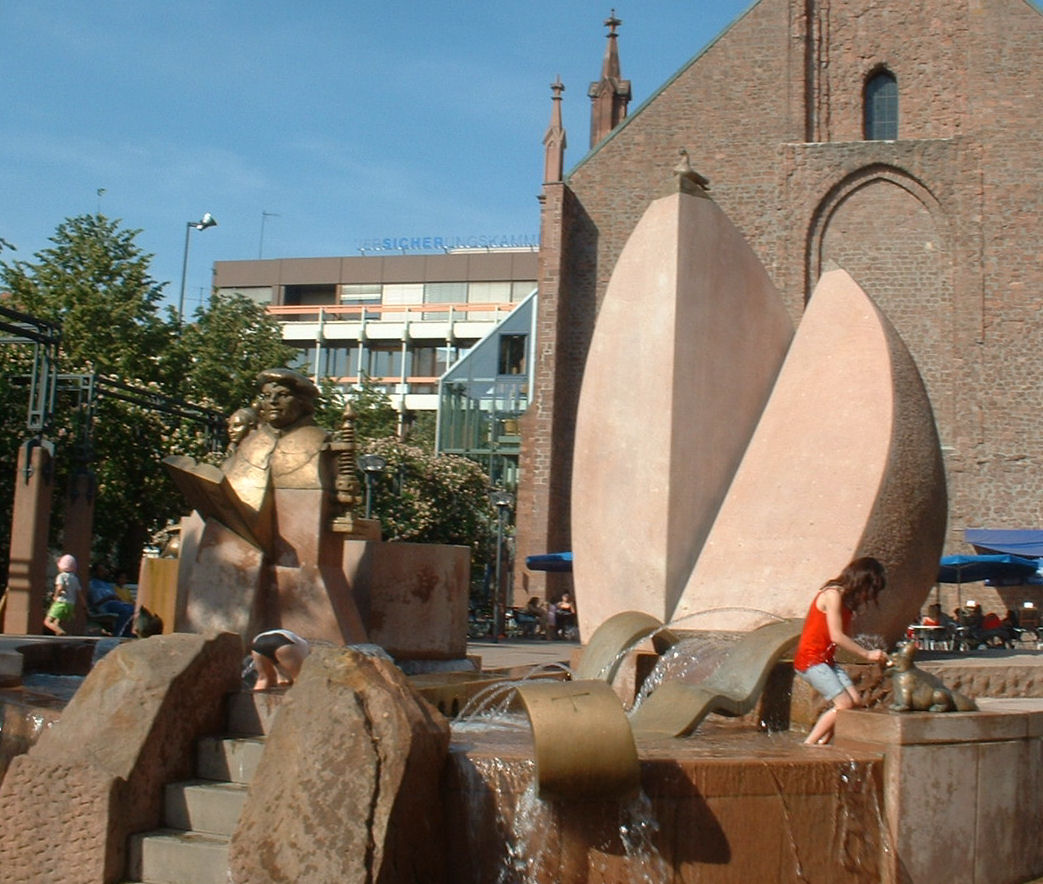
Lutherbrunnen in Ludwigshafen aus Schweinstaler Sandstein und Bronze von Gernot und Barbara Rumpf

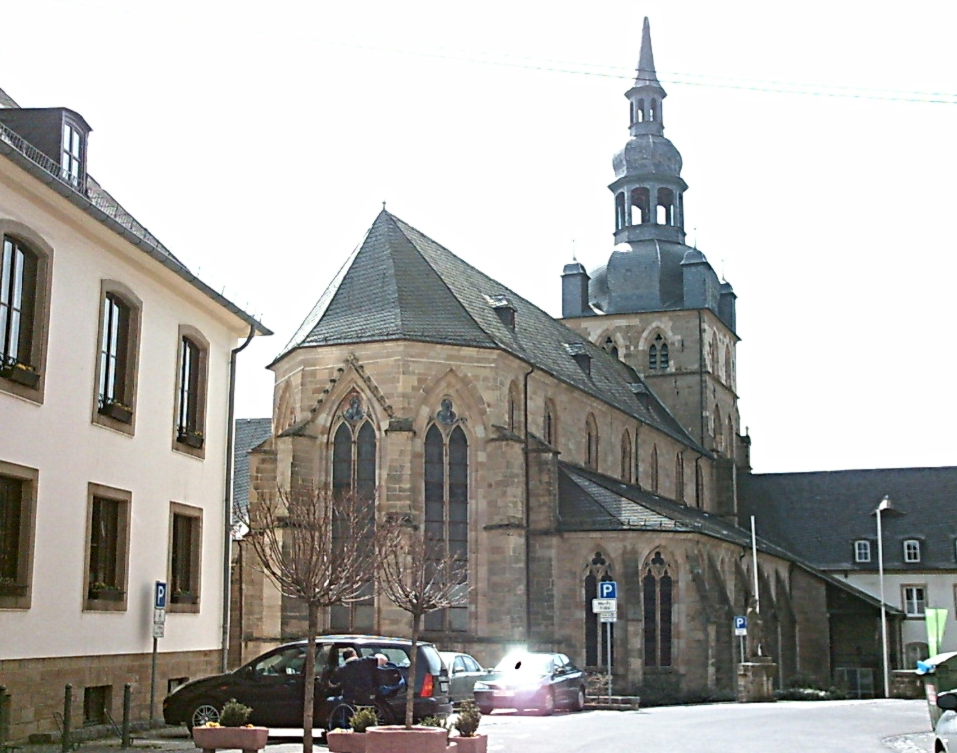
Die Benediktinerabtei in Tholey wurde aus Schweinstaler Sandstein erbaut

Der Schweinstaler Sandstein, auch Schopper Sandstein genannt, wird in der Pfalz im Schweinstal bei Schopp in der Nähe von Landstuhl in Rheinland-Pfalz gebrochen. Er entstand im Mittleren Buntsandstein. 

## Mineralogie und Farbe
Dieser Sandstein ist quarzgebunden, seine Farbe ist ockerfarben und blassrot bis kräftig rot. Die rote Farbe wird durch ein Eisenoxid Hämatit hervorgerufen. Das Gestein besteht aus 48 Prozent Quarz, 45 Prozent Gesteinsbruchstücken und 6 Prozent Feldspat. Die Korngröße reicht von 0,2 bis 0,7 Millimeter.

## Verwendung
Schweinstaler Sandstein ist sehr gut bis gut verwitterungsbeständig. Sein Verwitterungsverhalten hängt von der jeweiligen Gesteinsschicht ab. Erst wenn dieser Sandstein lange Zeit der Bewitterung ausgesetzt war, zeigt er Anlösungen und Absandungen. Die obere Lage im Steinbruch hat eine Mächtigkeit von etwa 4,50 Metern, daher ist die Gewinnung großformatiger Werkstücke möglich. Das abgebaute Gestein ist von Bausteinqualität. Verwendet wurde dieser Sandstein vor allem für Massivbauten, Mauersteine, Brückenbauwerke, Fenster- und Türgewände sowie Treppen, Fassaden, Grabmale und in der Steinbildhauerei.
Bauwerke aus diesem Sandstein sind beispielsweise das Trippstadter Schloss oder die Benediktinerabtei in Tholey. Ferner wurde er bei Steinrestaurierungsarbeiten an der Staatskanzlei in Saarbrücken, dem Palais Lüder, verwendet. Zahlreiche moderne Gebäude wurden mit Schweinstaler Sandstein verkleidet, es sind dies u. a. die Staatsanwaltschaft Heilbronn, die Kreissparkasse Kaiserslautern und das Verwaltungsgebäude im Ort Heltersberg. Des Weiteren sind zahlreiche steinerne Kunstobjekte des Skulpturenwegs in Rheinland-Pfalz aus Schweinstaler Sandstein gehauen worden.

## Einzelnachweis
1. ↑  Grimm: Denkmalatlas wichtiger Denkmalgesteine. Gestein Nr. 104 (siehe Literatur)

Koordinaten: 49° 22′ 48,5″ N, 7° 40′ 35,8″ O